# Kasmír pézsmaszarvas
A kasmír pézsmaszarvas (Moschus cupreus) az emlősök (Mammalia) osztályának párosujjú patások (Artiodactyla) rendjébe, ezen belül a pézsmaszarvasfélék (Moschidae) családjába tartozó veszélyeztetett faj.
Ezt az állatot korábban az erdei pézsmaszarvas (Moschus chrysogaster) alfajának vélték, azonban a legújabb vizsgálatok bebizonyították, hogy önálló emlősfaj.

## Előfordulása
A kasmír pézsmaszarvas előfordulási területe egykoron magába foglalta Afganisztán, India és Pakisztán hegyvidéki részeit.
Azonban 1948-tól egészen 2009-ig egy példánya sem került szem elé; aztán 2009 júniusában a Wildlife Conservation Society támogatásával felfedező expedíció indult; ennek következtében az afganisztáni Nuresztán tartományban sikerült megfigyelni három egyedet.
Az orvvadászat veszélyezteti.

## Megjelenése
Az állat marmagassága 60 centiméter. Kizárólag a baknak van a családra jellemző, szájából kilátszó szemfoga.

## Életmódja
A hegységek egyik párosujjú patása, amely a fenyőerdőktől a fentebbi kopárabb tájakat választotta élőhelyéül. 3000-3500 méteres tengerszint feletti magasságban él.

### Fordítás
- Ez a szócikk részben vagy egészben  a   Kashmir musk deer című angol Wikipédia-szócikk ezen változatának fordításán alapul.  Az eredeti cikk szerkesztőit annak laptörténete sorolja fel. Ez a jelzés csupán a megfogalmazás eredetét és a szerzői jogokat jelzi, nem szolgál a cikkben szereplő információk forrásmegjelöléseként.